# Khan (Familienname)
Khan ist ein Familienname.
Khan war ursprünglich ein erblicher Titel unter den Turkvölkern, tatarischen und mongolischen Stammesangehörigen (insbesondere Dschingis Khan, 1162–1227). Nicht nur bei den Turkvölkern, sondern auch in Indien wird der Name Khan benutzt, auch in Pakistan, Afghanistan und Teilen Irans tritt der Name auf. Weitere Schreibweisen sind Kaan oder Kağan. Ursprünglich wurden die Herrscher der Turkvölker mit Kaan, Kağan oder Kahn angesprochen. Es handelt sich um einen Herrschertitel.

## Namensträger

### A
- Aamir Khan (* 1965), indischer Schauspieler
- Aamir Atlas Khan (* 1990), pakistanischer Squashspieler
- Aamir Hayat Khan Rokhri (1956–2011), pakistanischer Politiker
- Abdul Faheem Khan (* 1970), Squashspieler aus Hongkong
- Abdul Kadir Khan (1936–2021), pakistanischer Ingenieur und Technologiehändler
- Abdul Karim Khan (1872–1937), indischer Sänger
- Abdul Rashid Khan (1908–2016), indischer Sänger und Komponist
- Abdul Razzaque Khan (1925–2021), indischer Mufti, siehe Abdul Razzaq (Mufti)
- Abdul Salik Khan, pakistanischer Diplomat
- Abdul Wali Khan (1917–2006), pakistanischer Politiker
- Abdur Rahman Khan (1844–1901), Emir von Afghanistan 1889 bis 1901
- Abdur Rahman Khan (Diplomat) (1908–1970), pakistanischer Diplomat
- Abu Khan, gambischer Seyfo
- Adam Khan (* 1985), britisch-pakistanischer Rennfahrer
- Adil Khan (* 1988), indischer Fußballspieler
- Adilur Rahman Khan, bangladeschischer Menschenrechtler und Jurist
- Aga Mohammed Khan (1742–1797), persischer König
- Ageel Khan (* 1980), pakistanischer Tennisspieler
- Ahmad Akhbar Khan (* 1983), pakistanischer Fußballspieler

- Ahmed Khan (Choreograf) (* 1987), indischer Choreograf und Schauspieler
- Ahmed Khan (Regisseur) (* 1974), indischer Regisseur und Choreograf
- Ahmed Akbar Khan (* 1983/1984), pakistanischer Fußballspieler
- Akhlaq Mohammed Khan (1936–2012), indischer Dichter
- Akhmat Khan (auch Ahmed Khan; † 1481), Khan der Goldenen Horde
- Akhtar Hameed Khan (1914–1999), pakistanischer Sozialwissenschaftler
- Akram Khan (* 1974), britischer Tänzer und Choreograf
- Alamgir Khan (* 1991), pakistanischer Fußballspieler
- Aleem Khan (Politiker) (* 1972), pakistanischer Politiker
- Aleem Khan (Regisseur) (* 1985), britischer Filmregisseur und Drehbuchautor
- Ali Khan (Entertainer) (* 1954), deutsch-persischer Fernseh- und Radiomoderator
- Ali Khan (Cricketspieler, 1989) (* 1989), pakistanischer Cricketspieler
- Ali Khan (Cricketspieler, 1990) (* 1990), pakistanischer Cricketspieler
- Ali Khan (Schauspieler) (* 2001). britischer Schauspieler
- Ali Ahmad Khan (1883–1929), afghanischer Politiker
- Ali Akbar Khan (1922–2009), indischer Musiker und Komponist
- Ali Murad Khan († 1785), Schah der Zanddynastie
- Ali Solomone Aga Khan (1911–1960), pakistanischer Prinz, siehe Aly Khan
- Allauddin Khan (1862–1972), indischer Sarodspieler und Komponist
- Aly Khan (Ali Solomone Aga Khan; 1911–1960), pakistanischer Prinz
- Amadou O. Khan, gambischer Politiker
- Amanat Ali Khan (1922–1974), pakistanischer Sänger und Komponist
- Amanullah Khan (1892–1960), afghanischer Emir und König
- Amanullah Khan (Kaschmir) (1934–2016), kaschmirischer Unabhängigkeitskämpfer und Politiker
- Amanullah Khan (Komiker), pakistanischer Komiker
- Amanullah Khan Jadoon, pakistanischer Politiker
- Amanullah Khan Zadran, afghanischer Politiker
- Amer Khan (* 1983), libanesischer Fußballspieler
- Amir Khan (Boxer) (* 1986), britischer Boxer pakistanischer Abstammung
- Amir Khan (Musiker) (1912–1974), indischer Sänger
- Amjad Khan (Cricketspieler, 1966) (* 1966), US-amerikanischer Cricketspieler
- Amjad Khan (Cricketspieler, 1980) (* 1980), englischer Cricketspieler
- Amjad Khan (Schauspieler) (1940–1992), indischer Schauspieler
- Amjad Khan (Squashspieler) (* 1980), pakistanischer Squashspieler
- Amjad Ali Khan (* 1945), indischer Musiker, Komponist und Musikpädagoge
- Anwar Ahmad Khan (1933–2014), pakistanischer Feldhockeyspieler
- Anwar Kamal Khan (1946–2012), pakistanischer Politiker
- Arif Khan (* 1990), indischer Skirennläufer
- Arif Mohammad Khan (* 1951), indischer Politiker
- Arif Mohammad Khan (Skirennläufer) (* 1990), indischer Skirennläufer
- Asad Ali Khan (1937–2011), indischer Musiker
- Asaf Khan (1569–1641), indischer Politiker
- Asher Khan (* 1991), bruneiischer Tennisspieler
- Asif Hossain Khan (* 1986), bangladeschischer Sportschütze
- Asim Khan (* 1996), pakistanischer Squashspieler
- Ataur Rahman Khan (1905–1991), bangladeschischer Politiker
- Atlas Khan, pakistanischer Squashspieler
- Ayaan Ali Khan (* 1979), indischer Sarodmusiker
- Ayaan Khan (* 1992), omanischer Cricketspieler
- Ayub Khan (Schauspieler), indischer Schauspieler
- Azam Khan (1926–2020), pakistanischer Squashspieler

### B
- Bade Ghulam Ali Khan (1902–1968), indischer Sänger
- Bagher Khan (1861–1916), iranischer Freiheitskämpfer
- Bahadur Khan (1931–1989), indischer Sarodspieler, Komponist und Musikpädagoge
- Bilal Khan (Fußballspieler) (* 1994), indischer Fußballtorhüter
- Bilal Khan (Cricketspieler) (* 1999), omanischer Cricketspieler
- Bismillah Khan (1916–2006), indischer Musiker
- Bismillah Khan Mohammadi (* 1961), afghanischer Militär und Politiker
- Bökey Khan († 1815), kasachischer Fürst
- Brian Khan (* 1972), Tennisspieler aus Trinidad und Tobago

### C
- Carla Khan (* 1981), pakistanische Squashspielerin
- Chaka Khan (* 1953), amerikanische Sängerin
- Chaudhry Nisar Ali Khan, pakistanischer Politiker
- Colin Khan (* 1999), Schweizer Unihockeyspieler
- Conrad Khan (* 2000), britischer Schauspieler
- Cynthia Khan (* 1968), taiwanische Schauspielerin und Kampfsportlerin

### D
- Daniel-Erasmus Khan (* 1961), deutscher Rechtswissenschaftler und Hochschullehrer
- Danish Atlas Khan (* 1994), pakistanischer Squashspieler
- Dannielle Khan (* 1995), britische Radsportlerin und Shorttrackerin
- Dario Khan (* 1984), mosambikanischer Fußballspieler
- Dário Khan (* 1984), mosambikanischer Fußballspieler
- Daulat Khan (* 1957), pakistanischer Squashspieler
- Dayan Khan (1464–1543), Nachfahre von Dschingis Khan
- Dayan Otschir Khan († 1668), mongolischer Fürst
- Deeyah Khan (* 1977), norwegische Musikerin, Filmemacherin und Menschenrechtsaktivistin
- Dschafar Khan († 1789), Schah der Zand-Dynastie

### E
- Eddie Khan (* um 1935), US-amerikanischer Jazzbassist
- Émile Ali-Khan (1902–??), französischer Sprinter
- Enayat Khan (1894–1938), indischer Sitar- und Surbaharspierler

### F
- Faiyaz Khan (Sänger, 1886) (1886–1950), indischer Sänger klassischer hindustanischer Musik
- Faiyaz Khan (Sänger, 1958) (* 1958), indischer Sänger hindustanischer Musik
- Faiyaz Khan (Tablaspieler) (1934–2014), indischer Tablaspieler
- Farah Khan (* 1965), indische Choreografin
- Faraz Khan (* 1993), US-amerikanischer Squashspieler
- Fardeen Khan (* 1974), indischer Schauspieler
- Farhad Reza Khan, afghanischer Fußballspieler
- Fatima Khan, (* 1987), deutsche Autorin und Literaturvermittlerin
- Fatou Khan (um 1880–um 1940), gambische Politikerin
- Fazlur Khan (1929–1982), bengalisch-amerikanischer Bauingenieur und Architekt
- Feroz Khan (1939–2009), indischer Filmschauspieler
- Feroze Khan (1904–2005), pakistanischer Hockeyspieler

### G
- German Khan  (* 1961), russischer Unternehmer, siehe German Borissowitsch Chan
- Ghulam Ishaq Khan (1915–2006), pakistanischer Politiker, Präsident 1988 bis 1993
- Ghulam Mustafa Khan (1931–2021), indischer Sänger
- Gushri Khan (1607?–1655), mongolischer Fürst

### H
- Habibullah Khan (1872–1919), Emir von Afghanistan 1901 bis 1919
- Hafiz Said Khan (* 1972), pakistanischer Taliban
- Hāfiz Said Khan († 2015), pakistanischer Terrorist
- Hamid Khan (* 1965), singapurischer Badmintonspieler
- Hamza Khan (* 2005), pakistanischer Squashspieler
- Hanif Khan (* 1959), pakistanischer Hockeyspieler
- Hasan Ali Khan (1951–2023), indischer Unternehmer
- Haseeb Khan (* 2000), pakistanischer Fußballspieler
- Hashim Khan (* 1929), pakistanischer Squashspieler
- Hassan Khan (* 1975), ägyptischer Künstler
- Hazrat Inayat Khan (1882–1927), indischer religiöser Führer
- Helena Khan (1923–2019), bangladeschisch-amerikanische Autorin
- Humayun Khan (Diplomat) (* 1932), pakistanischer Diplomat
- Humayun Khan (Offizier) (1976–2004), US-amerikanischer Offizier
- Humayun Akhtar Khan (* 1955), pakistanischer Politiker

### I
- Ibrahim Khan (1936–2007), sudanesischer Schauspieler
- Iftikhar Ali Khan († 2009), pakistanischer General und Politiker
- Imad Khan (* 2003), südafrikanischer Rugbyspieler
- Imdad Khan (1848–1920), indischer Sitar- und Surbaharspieler, Sänger und Komponist
- Imran Khan (Imran Ahmad Khan Niazi, * 1952), pakistanischer Politiker, Premierminister Pakistans von 2018 bis 2022 und Cricketspieler
- Imran Khan (Schauspieler) (* 1983), US-amerikanischer Schauspieler
- Imran Khan (Sänger) (* 1984), pakistanischer Punjabi-Sänger und Rapper
- Imran Khan (Fußballspieler) (* 1995), indischer Fußballspieler
- Imran Ahmad Khan (Imran Nasir Ahmad Khan; * 1973), britischer Politiker
- Imrat Khan (1935–2018), indischer Sitar- und Surbaharspieler
- Inamullah Khan (1912–1997), islamischer Gelehrter und Aktivist; Mitbegründer und langjähriger Generalsekretär des Islamischen Weltkongresses
- Inayat Khan (1894–1938), indischer Sitar- und Surbaharspierler, siehe Enayat Khan
- Insha Allah Khan (1756–1818), indischer Dichter
- Iqbal Khan (* 1976), Schweizer Bankmanager
- Irene Khan (* 1956), bangladeschische Juristin, Menschenrechtsaktivistin und Autorin
- Irrfan Khan (1967–2020), indischer Schauspieler
- Irshad Khan, indischer Sitar- und Surbaharspieler und Musikpädagoge
- Isha Khan (1529–1599), bengalischer Herrscher
- Ismail Khan (* 1946), afghanischer Politiker, siehe Muhammad Ismāʿil

### J
- Jafar Husayn Khan, indischer Qawwali-Sänger
- Jaffar Khan (* 1981), pakistanischer Fußballtorhüter
- Jahangir Khan (* 1963), pakistanischer Squashspieler
- Jangir Khan (1610–1652), Khan des Kasachen-Khanats
- Jalal Khan (* 1927), pakistanischer Speerwerfer
- Jalil Khan (* 1982), pakistanischer Tennisspieler
- Jansher Khan (* 1969), pakistanischer Squashspieler
- Javeria Khan (* 1988), pakistanische Cricketspielerin
- Jay Khan (* 1982), britischer Sänger
- Jemima Khan (* 1974), britische Unternehmerin, siehe Jemima Goldsmith
- Jiah Khan (1988–2013), indische Schauspielerin
- Joel Clarke-Khan (* 1999), britischer Hochspringer

### K
- Kalim Ullah Khan (* 1992), pakistanischer Fußballspieler
- Kamran Khan (* 1985), pakistanischer Fußballspieler
- Karim Khan-e Zand (um 1705–1779), Schah von Persien
- Karim Ahmad Khan, britischer Jurist, ab 2021 Chefankläger am Internationalen Strafgerichtshof
- Khalid Khan (Handballspieler) (* 1966), deutscher Handballspieler und -trainer
- Khalid Khan (Cricketspieler) (* 1971), Hongkonger Cricketspieler
- Khudadad Khan (1888–1971), Soldat der British Indian Army
- Khurram Khan (* 1971), Cricketspieler aus den Vereinigten Arabischen Emiraten
- Khurshed Alam Khan (1919–2013), indischer Politiker
- Kiran Khan (* 1989), pakistanische Schwimmerin

### L
- Latasha Khan (* 1973), US-amerikanische Squashspielerin
- Laurie Khan (* 1943), jamaikanischer Sprinter
- Liaquat Ali Khan (1896–1951), pakistanischer Politiker
- Lina Khan (* 1989), amerikanische Rechtswissenschaftlerin
- Lotf Ali Khan (1769–1794), Schah von Persien
- Lutfullah Khan (1916–2012), pakistanischer Schriftsteller und Musiksammler

### M
- Mahmood Khan (* 1991), pakistanischer Fußballspieler
- Majid Khan (Cricketspieler) (* 1946), indischer Cricketspieler
- Majid Khan (Squashspieler) (* 1983/1984), pakistanischer Squashspieler
- Mamoon Mossa Khan (* 2001), pakistanischer Fußballspieler
- Mamun Khan (* 1985), bangladeschischer Fußballtorhüter
- Mansoor Khan (* 1997), pakistanischer Fußballspieler
- Mariama Khan (* 1977), gambische Dichterin, Dokumentarfilmerin und Politikerin
- Masud Khan (1924–1989), pakistanisch-britischer Psychoanalytiker und Autor
- Mehboob Khan (1906–1964), indischer Regisseur
- Mehmood Khan (* 1983), pakistanischer Fußballspieler
- Mir Sultan Khan (1905–1966), indischer Schachspieler
- Mirza Khan (1924–2022), pakistanischer Leichtathlet
- Mirza Dschahangir Khan (1870–1908), iranischer Journalist und Herausgeber, siehe Mirzā Dschahāngir Chān
- Mirza Mohamed Ali Khan Farzine (* 1978), persischer Diplomat und Politiker
- Mirza Nasrollah Khan († 1907), iranischer Politiker
- Misbah Khan (* 1989), deutsche Politikerin (Bündnis 90/Die Grünen)
- Mo Khan (1938–1994), pakistanischer Squashspieler
- Mohamed Khan (1942–2016), ägyptischer Filmregisseur
- Mohamed Nazim Khan (* 1993), malaysischer Tennisspieler
- Mohammad Rafiq Khan (1946–2019), indischer Schachspieler
- Mohammad Salar Khan (1924–2002), indisch-bangladeschischer Botaniker und Hochschullehrer
- Muhammad Sharif Khan (* 1939), pakistanischer Herpetologe
- Mohammad Sidique Khan (1974–2005), britischer mutmaßlicher Terrorist
- Mohammad Ali Khan (1760–1779), Schah von Persien
- Mohammad Ali Khan (Fußballspieler) (* 1986), libanesischer Fußballspieler
- Mohammed Ali Khan (* 1988), schwedischer Fußballspieler
- Mohammed Afzal Khan (Politiker) (* 1958), britischer Politiker
- Mohammed Ayub Khan (Afghanistan) (1857–1914), Regent von Afghanistan, Emir von Herat und von Kandahar
- Mohammed Daoud Khan (1909–1978), afghanischer Staatsmann
- Mohammed Faeez Khan (* 1992), südafrikanisch-kambodschanischer Fußballspieler
- Mohammed Haschim Khan (1884–1953), afghanischer Politiker, Regent von Afghanistan
- Mohibullah Khan, pakistanischer Squashspieler
- Molik Khan (* 2004), Fußballspieler aus Trinidad und Tobago
- Momin Khan (Beltoon), afghanischer Sänger
- Muammer Hussain Khan (* 1979), bangladeschischer Tennisspieler
- Mudassar Ali Khan (* 1979), pakistanischer Hockeyspieler
- Muhammad Khan (Boxer) (1928–2013), pakistanischer Boxer
- Muhammad Khan (Leichtathlet) (* 1934), pakistanischer Leichtathlet
- Muhammad Khan (Reiter) (* 1943), indischer Vielseitigkeitsreiter
- Muhammad Khan Junejo (1932–1993), pakistanischer Politiker und Premierminister Pakistans
- Ahsan Muhammad Khan (* 1916), indischer Hockeyspieler
- Banarus Muhammad Khan (* 1969), pakistanischer Leichtathlet
- Muhammad Abdul Aziz Khan (1931–2012), bangladeschischer Botaniker und Hochschullehrer
- Muhammad Asif Hossain Khan (* 1986), bangladeschischer Sportschütze; siehe Asif Khan
- Muhammed Ayub Khan (1907–1974), pakistanischer Militäroffizier und Politiker
- Muhammad Hamidullah Khan (1938–2011), bangladeschischer Politiker
- Muhammad Niaz Khan (1917–2001), pakistanischer Hockeyspieler
- Muhammad Rashid Khan (* 1952), pakistanischer Leichtathlet
- Muhammad Waseem Khan (* 1987), pakistanischer Fußballspieler
- Muhammad Zafrullah Khan (1893–1985), pakistanischer Politiker und Diplomat
- Nazar Muhammad Khan Malik, pakistanischer Leichtathlet
- Munawar Ali Khan (1930–1989), indischer Sänger
- Musa Khan Akbarzada (* 1950), afghanischer Politiker

### N
- Nadeen Kamran Khan (* 1982), bangladeschischer Tennisspieler
- Nahida Khan (* 1986), pakistanische Cricketspielerin
- Nahnatchka Khan (* 1973), US-amerikanische Regisseurin, Drehbuchautorin und Fernsehproduzentin
- Nasreddin Murat-Khan (1904, Dagestan – 15. Oktober 1970), Architekt u. a. in Lahore des Minar-e-Pakistan
- Nasrullah Khan (1875–1920), Emir von Afghanistan
- Nasrullah Khan (Fußballspieler) (* 1985), pakistanischer Fußballspieler
- Natasha Khan, bekannt als Bat for Lashes (* 1979), britische Musikerin
- Naveed Khan (* 1984), pakistanischer Fußballspieler
- Nawabzada Nasrullah Khan (1918–2003), pakistanischer Politiker
- Nissar Hussain Khan (1909–1993), indischer Sänger
- Noor Inayat Khan (1914–1944), britische Soldatin und Agentin
- Nur Khan (Malik Nur Khan; 1923–2011), pakistanischer Politiker und Luftmarschall
- Nusrat Fateh Ali Khan (1948–1997), pakistanischer Musiker

### O
- Omar Khan, gambischer Politiker
- Otis Khan (* 1995), pakistanisch-englischer Fußballspieler

### P
- Paul Khan (* 1976), seychellischer Fußballspieler
- Praga Khan (bürgerlich Maurice Engelen), belgischer Musiker

### R
- Ra’ana Liaquat Ali Khan (1905–1990), pakistanische Frauenrechtlerin, Politikerin und Wissenschaftlerin
- Rabeya Khan (* 2005), bangladeschische Cricketspielerin
- Raeesah Khan (* 1993), singapurische Aktivistin und Politikerin der Arbeiterpartei
- Rahat Fateh Ali Khan (* 1974), pakistanischer Musiker
- Rais Khan (Perkussionist), indischer Perkussionist und Morsingspieler
- Rais Khan (Sitarspieler) (1939–2017), indischer Sitarspieler
- Raissa Khan-Panni (* 1976), englische Sängerin
- Rashid Khan (* 1998), afghanischer Cricketspieler
- Rashid Khan (Sänger) (1958–2024), indischer klassischer Sänger
- Roshan Khan (1929–2006), pakistanischer Squashspieler
- Roy Khan (* 1970), norwegischer Sänger und Songwriter
- Runa Khan (* 1958), bangladeschische Sozialunternehmerin

### S
- Sabri Khan (1927–2015), indischer Musiker
- Sadiq Khan (* 1970), britischer Politiker
- Sadiq Khan (Zand) († 1782), Schah von Persien
- Saeed Ahmad Khan (1900–1996), pakistanischer Religionsführer
- Saera Khan (* 1979), norwegische Politikerin
- Safeer Ullah Khan (* 1985), pakistanischer Squashspieler
- Safiullah Khan (* 1979), pakistanischer Fußballspieler
- Sahabzada Yaqub Khan (1920–2016), pakistanischer Politiker und Diplomat
- Saif Ali Khan (* 1970), indischer Schauspieler
- Sajid Khan (1951–2023), indischer Schauspieler und Sänger
- Salamat Ali Khan (1934–2001), pakistanischer klassischer Sänger
- Salman Khan (* 1965), indischer Schauspieler
- Salman Khan (Pädagoge) (* 1976), US-amerikanischer Pädagoge
- Samir Khan (1985–2011), pakistanisch-amerikanischer Redaktor und Herausgeber
- Sarah Khan (* 1971), deutsche Schriftstellerin
- Sardar Mohammed Ayub Khan (1857–1914), afghanischer Emir, siehe Mohammed Ayub Khan (Afghanistan)
- Sardar Mohammed Aziz Khan († 1933), afghanischer Diplomat
- Sardar Mohammed Haschim Khan (1884–1953), afghanischer Regent
- Sardar Schah Mahmud Khan (1887–1959), afghanischer Politiker
- Saroj Khan (1948–2020), indische Choreografin
- Sattar Khan (1868–1914), iranischer Revolutionär
- Sayyid Ahmad Khan (1817–1898), indischer Denker
- Schah Mahmud Khan (1887–1959), afghanischer Politiker
- Sean Khan, britischer Jazzmusiker
- Serajul Alam Khan (1941–2023), bengalischer Politiker
- Shabana Khan (* 1968), US-amerikanische Squashspielerin
- Shabir Khan (* 1985), pakistanischer Fußballspieler
- Shadab Khan (* 1998), pakistanischer Cricketspieler
- Shafqat Ali Khan (* 1972), pakistanischer klassischer Sänger
- Shah Rukh Khan (* 1965), indischer Filmschauspieler
- Shahzad Khan (1978) (* 1978), pakistanischer Tennisspieler
- Shahzad Khan (1986) (* 1986), pakistanischer Tennisspieler
- Shahid Khan (* 1950), US-amerikanisch-pakistanischer Unternehmer
- Shahid Ali Khan (* 1964), pakistanischer Hockeyspieler
- Shahjahan Khan (* 1995), pakistanischer Squashspieler
- Shaiza Khan (* 1969), pakistanische Cricketspielerin
- Shakib Khan (* 1979), bangladeschischer Schauspieler, Produzent und Sänger
- Shamsher Khan (1931–2017), indischer Schwimmer
- Shamsul Islam Khan (* 1978), pakistanischer Squashspieler
- Sharief Khan († 2011), guyanischer Journalist
- Sharoz Khan (* 1997), pakistanischer Hochspringer
- Sheik Umar Khan (1975–2014), sierra-leonischer Mediziner
- Shir Ghazi Khan, Khan des Khanats Chiwa
- Shoaib Khan (Cricketspieler, 1978) (* 1978), pakistanischer Cricketspieler
- Shoaib Khan (Cricketspieler, 1985) (* 1985), pakistanischer Cricketspieler
- Shoaib Khan (Cricketspieler, 1992) (* 1992), omanischer Cricketspieler
- Shujaat Khan (* 1960), indischer Sitarspieler
- Simon Khan (* 1972), englischer Golfspieler
- Soha Ali Khan (* 1978), indische Schauspielerin
- Sohail Khan (* 1970), indischer Schauspieler
- Steve Khan (* 1947), amerikanischer Gitarrist
- Suhana Khan (* 2000), indische Schauspielerin
- Suhura Ismail Khan, äthiopische Unternehmerin
- Sultan Khan (Musiker) (1940–2011), indischer Sarangispieler und Sänger
- Sultan Said Khan (1487–1533), Khan des Yarkant-Khanats

### T
- Tanvir Ahmed Khan (1932–2013), pakistanischer Politiker und Diplomat
- Tony Khan (* 1982), US-amerikanischer Geschäftsmann

### U
- Umar Hayat Khan (* 1964), pakistanischer Squashspieler
- Usman Khan (Politiker) (* 1947), pakistanischer Politiker
- Usman Khan (Cricketspieler) (* 1995), pakistanischer Cricketspieler
- Ustad Shamim Ahmed Khan (1938–2012), indischer Musiker

### V
- Vilayat Khan (1928–2004), indischer Sitarspieler
- Vilayat Inayat Khan (1916–2004), Oberhaupt des Internationalen Sufi-Ordens

### W
- Waseem Khan (* 1983), pakistanischer Dreispringer
- Wazir Ali Khan (1781–1817), indischer Herrscher

### Y
- Yasir Khan (* 1989), pakistanischer Tennisspieler
- Yeasin Khan (* 1994), bangladeschischer Fußballspieler
- Younis Khan (* 1971), pakistanischer Cricketspieler
- Yousuf Khan (1937–2006), indischer Fußballspieler

### Z
- Zahir Hussein Khan (* 1960), pakistanischer Squashspieler
- Zahoor Khan (* 1989), Cricketspieler aus den Vereinigten Arabischen Emiraten
- Zane Khan (* 2002), US-amerikanischer Tennisspieler
- Zarak Jahan Khan (* 1967), pakistanischer Squashspieler
- Zayed Khan (* 1980), indischer Schauspieler
- Zubair Jahan Khan (* 1972), pakistanischer Squashspieler